# ایمان صفا
ایمان صفا (زادهٔ ۱ دی ۱۳۶۲) بازیگر کمدی اهل ایران است.

## زندگی هنری
ایمان صفا فعالیت هنری‌اش را از سال ۱۳۶۸ در تئاتر کودک آغاز کرد و با فیلم کوتاه فرصت‌های فردا به کارگردانی منوچهر هادی بازیگری را آغاز و با ایفای نقش کوتاهی در فیلم قرنطینه وارد عرصه سینما شد، سپس سال ۱۳۸۷ در مجموعه تلویزیونی عملیات ۱۲۵ به کارگردانی بهروز افخمی به بازیگری پرداخت. وی با بازی در سریال نیسان آبی به کارگردانی منوچهر هادی و با حضور در جوکر و شب‌های مافیا به شهرت رسید
وی در فیلم‌ها و مجموعه‌های تلویزیونی دیگری از جمله مهمانان ویژه، خوب بد زشت، خداحافظ بچه و محکومین به ایفای نقش پرداخت.

## فیلم‌شناسی

### سینما
| سال  | عنوان             | کارگردان             | نقش      |
| ---- | ----------------- | -------------------- | -------- |
| ۱۴۰۳ | خانم والده        | سهیل موفق            |          |
| ۱۴۰۳ | کفایت مذاکرات     | سهیل موفق            |          |
| ۱۴۰۰ | بخارست            | مسعود اطیایی         | رحیم     |
| ۱۴۰۰ | پاگچی             | محمدباقر زنگنه       |          |
| ۱۳۹۹ | فسیل              | کریم امینی           | صفا      |
| ۱۳۹۹ | یقه‌سفیدها         | شهرام مسلخی          |          |
| ۱۳۹۹ | دم غروب زعفرانیه  | محمد خراط زاده آستیم |          |
| ۱۳۹۸ | شنای پروانه       | محمد کارت            | محمد     |
| ۱۳۹۷ | زنی با ارابه چوبی | خداداد جلالی         |          |
| ۱۳۹۶ | داش آکل           | محمد عرب             |          |
| ۱۳۹۵ | کوتاه مثل زندگی   | شهره سلطانی          |          |
| ۱۳۹۴ | یتیم‌خانه ایران    | ابوالقاسم طالبی      | سید کاظم |
| ۱۳۹۳ | من یک ایرانی‌ام    | محمدرضا آهنج         |          |
| ۱۳۹۲ | هیلانه            | شهرام مسلخی          |          |
| ۱۳۸۶ | قرنطینه           | منوچهر هادی          |          |

### تلویزیون
| سال       | عنوان                        | کارگردان                                                          | شبکه           |
| --------- | ---------------------------- | ----------------------------------------------------------------- | -------------- |
| ۱۴۰۱      | زیر یه سقف                   | حامد تهرانی علوی                                                  | نسیم           |
| ۱۴۰۰      | خودخواسته                    | علیرضا بذرافشان                                                   | شبکه ۱         |
| ۱۴۰۰      | هم‌بازی                       | سروش محمدزاده                                                     | شبکه ۲         |
| ۱۳۹۹      | بچه‌محل                       | احمد درویشعلی پور                                                 | شبکه ۲         |
| ۱۳۹۸      | به قید قرعه                  | علی جعفرآبادی                                                     | فیلم تلویزیونی |
| ۱۳۹۸      | سرگذشت                       | سید جمال سیدحاتمی                                                 | شبکه ۱         |
| ۱۳۹۷      | بچه‌های گروهان بلال           | عبدالرحمن شلیلیان                                                 |                |
| ۱۳۹۷      | احضار روح                    | محمدرضا آهنج                                                      | شبکه آیو       |
| ۱۳۹۶      | سه‌شنبه شب                    | صادق پروین آشتیانی                                                |                |
| ۱۳۹۶      | برنا                         | عباس رنجبر                                                        |                |
| ۱۳۹۶      | محکومین                      | سید جمال سیدحاتمی                                                 | شبکه ۱         |
| ۱۳۹۶      | خیابان شصت و هشتم            | شهره سلطانی                                                       | فیلم ویدیوئی   |
| ۱۳۹۴      | باران تابستانی               | رضا محمدی                                                         | فیلم ویدیوئی   |
| ۱۳۹۳      | خوب بد زشت                   | منوچهر هادی                                                       |                |
| ۱۳۹۳      | لبخند ماهی‌ها                 | سعید بصیری                                                        | مینی سریال     |
| ۱۳۹۳      | خط                           | عباس رنجبر                                                        |                |
| ۱۳۹۲      | سفیر عشق                     | علیمیری رامشه                                                     | فیلم ویدیوئی   |
| ۱۳۸۸–۱۳۹۳ | شاید برای شما هم اتفاق بیفتد | شاهین باباپور، نوید میهن دوست، احمد معظمی، افشین صادقی، حسین فلاح |                |
| ۱۳۹۱      | مهمانان ویژه                 | جواد رضویان                                                       |                |
| ۱۳۹۱      | راستش را بگو                 | محمدرضا آهنج                                                      |                |
| ۱۳۹۱      | خداحافظ بچه                  | منوچهر هادی                                                       |                |
| ۱۳۹۰      | گوی مرگ                      | محمدرضا آهنج                                                      | فیلم تلویزیونی |
| ۱۳۸۷–۱۳۹۴ | عملیات ۱۲۵                   | مسعود آب‌پرور، بهروز افخمی، راما قویدل، محمدرضا آهنج               | شبکه ۵         |
| ۱۳۸۵      | فرصت‌های فردا                 | منوچهر هادی                                                       | فیلم تلویزیونی |

### شبکه نمایش خانگی
| سال  | نام مجموعه  | کارگردان      | نقش          |
| ---- | ----------- | ------------- | ------------ |
| ۱۴۰۳ | اکازیون     | مسعود اطیابی  | رحیم         |
| ۱۴۰۲ | ۲شات        | علی میرمیرانی | مهمان        |
| ۱۴۰۲ | ناتو        | مهدی صفی‌یاری  | شرکت کننده   |
| ۱۴۰۲ | نیسان آبی ۲ | مسعود اطیابی  | محمد چاخان   |
| ۱۴۰۲ | نیوکمپ      | منوچهر هادی   | مرتضی سرچشمه |
| ۱۴۰۱ | شبهای مافیا | سعید ابوطالب  | شرکت کننده   |
| ۱۴۰۰ | جوکر        | احسان علیخانی | شرکت کننده   |
| ۱۴۰۰ | نیسان آبی   | منوچهر هادی   | محمد چاخان   |